# Höchstetten
Höchstetten is een gemeente en plaats in het Zwitserse kanton Bern, en maakt deel uit van het district Emmental.
Höchstetten telt 272 inwoners.